# Cresmatoneta leucophthalma
Cresmatoneta leucophthalma là một loài nhện trong họ Linyphiidae.
Loài này thuộc chi Cresmatoneta. Cresmatoneta leucophthalma được Jean-Louis Fage miêu tả năm 1946.